# Pascual Ortiz de Ayala y Huerta
Pascual Ortiz de Ayala y Huerta (Copándaro, Michoacán, 1 de mayo de 1830 - ibídem, Morelia, 9 de marzo de 1912) fue un político mexicano de ideología liberal moderada.

## Biografía
Nacido en Copándaro de Galeana el 1 de mayo de 1830, Hijo de Don José Buenaventura Ortiz de Ayala y Ruiz de Chávez (n. 1791)  y de Doña Josefa Huerta y Escalante (n.1808). Esta familia procede de un antiguo linaje  de mestizaje español y nobleza Purépecha. Realizó sus estudios en el Colegio de San Nicolás de Hidalgo y obtuvo el título de abogado en 1858. Casado con Leonor Rubio. Fue ministro de Gobernación durante el gobierno de Santos Degollado, se unió a las fuerzas liberales durante la Guerra de Reforma y participó en la Segunda Intervención Francesa en México defendiendo al gobierno republicano de Benito Juárez.
Con la República restaurada fue elegido diputado al congreso local de Michoacán en 1867. Después fue magistrado del Supremo Tribunal de Justicia del Estado de Michoacán, ejerciendo el cargo hasta 1875.
Fue senador representando al estado de Michoacán. El 11 de diciembre de 1878 fue nombrado cuarto magistrado de la Suprema Corte de Justicia de la Nación. Murió en la ciudad de Morelia el 9 de marzo de 1912. Fue padre del expresidente de la república y exgobernador de Michoacán, Pascual Ortiz Rubio.